# Estadio Panaad
El Estadio Panaad es un estadio de fútbol de usos múltiples ubicado en Bacólod, Filipinas. El estadio tiene capacidad para 20.000 espectadores.
Fue inaugurado en 1998 y remodelado en 2007, 2010 y 2011. El estadio alberga los partidos de local del Ceres-Negros FC y de la selección de Filipinas.
El estadio fue sede de varios eventos deportivos internacionales, especialmente el fútbol, cuando Bacólod fue uno de los anfitriones de los Juegos del Sudeste Asiático de 2005 y la Clasificación para la Copa Desafío de la AFC 2012 contra Mongolia. 